# Ernesto Holman

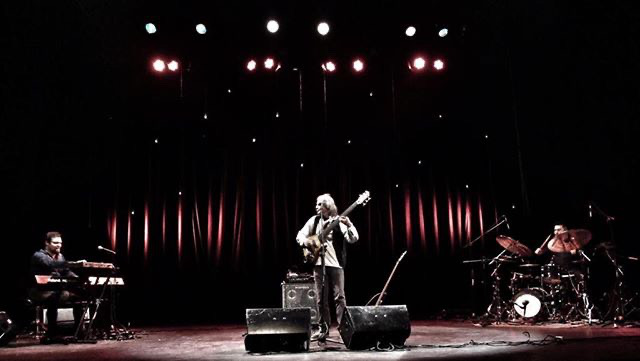
Junto a Holman Trío.

Ernesto Holman (Viña del Mar, 6 de diciembre de 1950) es un bajista y compositor chileno, precursor del subgénero musical etnojazz. Miembro del prestigioso grupo de fusión latinoamericana Congreso entre 1980 y 1984, y de varios proyectos personales como Holman Trío. Es conocido como uno de los más importantes bajistas eléctricos de jazz fusión y rock progresivo de Chile, dedicado a implementar al bajo como instrumento melódico, además de rítmico en la escena latinoamericana.
Es padre del músico Pablo Holman, miembro de la banda chilena Kudai.

## Carrera
De adolescente seguía de cerca a Pat Henry y los Diablos Azules y al grupo Los Rockets, donde Horacio Saavedra tocaba el bajo eléctrico. Más tarde, como muchos jóvenes bajistas de su generación, quedó deslumbrado por el lenguaje singular de Jaco Pastorius. En 1969 ya habían llegado a Viña del Mar los discos de Cream, cuando conoció al guitarrista Alejandro Guarello (futuro compositor docto), y como estudiaba el chelo, también se vinculó a Patricio González, quien le presentaría al baterista Sergio "Tilo" González. En 1976 se instaló en Santiago de Chile para estudiar composición con Cirilo Vila. No saldría del mundo de la música docta sino hasta 1979 y en ese período llegó a componer obras de cámara y series electroacústicas como músico de laboratorio.
En 1980, Congreso vivía uno de sus momentos más críticos. Francisco Sazo había desertado y los impulsos originales sobre el rock de raíz folclórica estaban muy desgastados. Holman reemplazó a Fernando Hurtado en la banda, como la cabeza del grupo que renovaría su sonido: Aníbal Correa (piano), Ricardo Vivanco (marimba) y Joe Vasconcellos (voz). Con discos como Viaje por la cresta del mundo en 1981, Ha Llegado Carta en 1983 y Pájaros de Arcilla en 1984, Congreso se convirtió en un grupo de claras tendencias progresivas donde Ernesto logró gran protagonismo.
En 1987 comienza su trabajo como solista. Tras regresar de Nueva York, ciudad donde compartió personalmente con un Jaco Pastorius en decadencia, grabó su disco debutante Pájaro sobre las casas. Ese mismo año hizo su primera y última aparición en el jazz chileno, tocando con Nexus y en el New Jazz Trío. También había colaborado con el grupo La Hebra.
Más tarde se adentró en la cosmovisión del mundo mapuche, inspirándose en las rítmicas y sonoridades de la trutruka o el kultrún para hacer música electrónica "de carne y hueso". Entonces no volvería a componer en el pentagrama, sino directamente sobre el bajo eléctrico y a través de softwares computacionales con los que levantó sus álbumes Ñamco (2003) y Al vuelo del ñamco (2005), dedicados a la figura sagrada del águila. Holman grabó su tercer álbum en esta línea, Mari tripantu (2008), que saludó los diez años de su ingreso a la comunidad mapuche Kallfulikán. Este último incluyó instrumentos como el trompe, el wada y la kadkawilla, así como también la incorporación de varios músicos genuinamente mapuches, finalmente en 2010 publicó el álbum Reversiones, con versiones de canciones incluidas en otros álbumes y una canción nueva, este fue grabada junto a Gustavo Cerquerias, en el piano y Dany Cheul en la batería, este álbum se destaca por acercarse mucho más al jazz que los anteriores álbumes.
Durante los siguientes años logra ultimar su exploración étnica y su propuesta jazz, logrando establecerse como el precursor y pionero del etnojazz, que resuelve en la formación de trío junto a Gustavo Cerqueiras en el piano y Josue Villalobos en la batería denominándose como Holman Trío. Con esta formación logra exponer su música en WOMAD y se adentra en los festivales internacionales de World Music en Asia, el Festival Internacional de Jazz de Montreal en 2018, en América del Norte y América del Sur registrando su legado en los álbumes: Vivo en Brasil (2015), De Raíz (2016), y junto a Holman Trío, Árbol (2019).

## Legado
Ernesto Holman ha sido un solista altamente expresivo y autogestionado, uno de los pioneros de la música de fusión en Chile y además el punto de partida de toda una escuela de renombrados bajistas posteriores como Jorge Campos, Marcelo Aedo, Pablo Lecaros, Luis Cheul, Christian Gálvez y América Paz.

## Discografía

### Solista o líder
- Pájaro sobre las casas (1987 - Autoedición)
- Ñamco (2003 - Fondart)
- Pela cables (2005 - Autoedición)
- Al vuelo del ñamco (2005 - Autoedición)
- Mari tripantu... (diez años...) (2008 - Chile Profundo)
- Reversiones (2010 - Autoedición)
- En Vivo en Brasil (2015)
- De Raíz (2016 - Eroica)
- Árbol (2019)

### En Congreso
- Viaje por la cresta del mundo (1981)
- Ha llegado carta (1983)
- Pájaros de Arcilla (1984)
- 25 años de música (1994)